# تشارلز إتش. كونستابل
تشارلز إتش. كونستابل هو محامي وقاضي وسياسي أمريكي، ولد في 17 يوليو 1817 في مقاطعة هارفورد في الولايات المتحدة، وتوفي في 9 أكتوبر 1865 في إفينغم في الولايات المتحدة. نشط حزبياً في حزب اليمين والحزب الديمقراطي. وقد انتخب عضو مجلس ولاية إلينوي ‏.